# Rathaus Wanne-Eickel

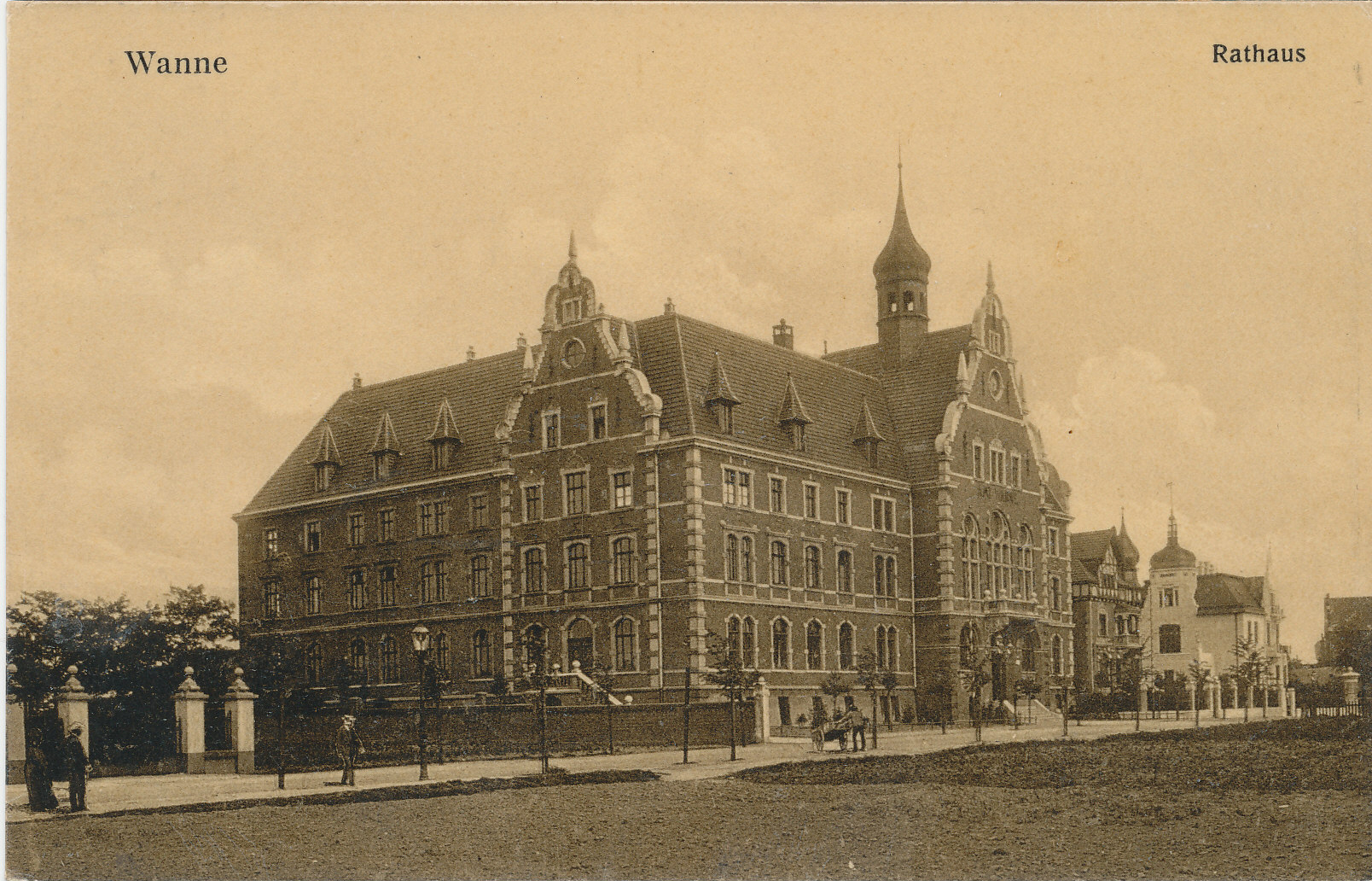
Nordansicht (ca. 1910)

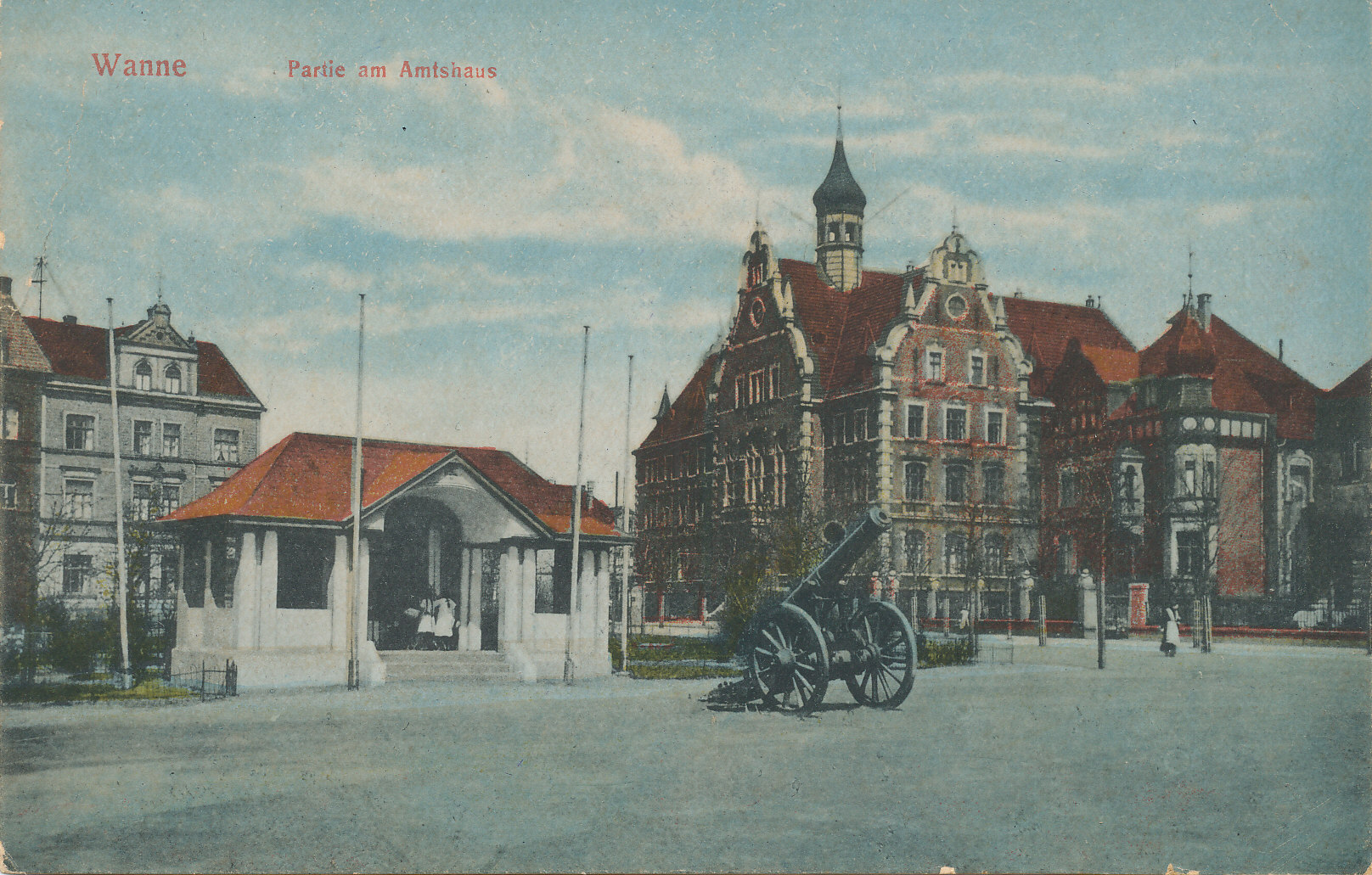
Südansicht mit Platzanlage (vor 1914)

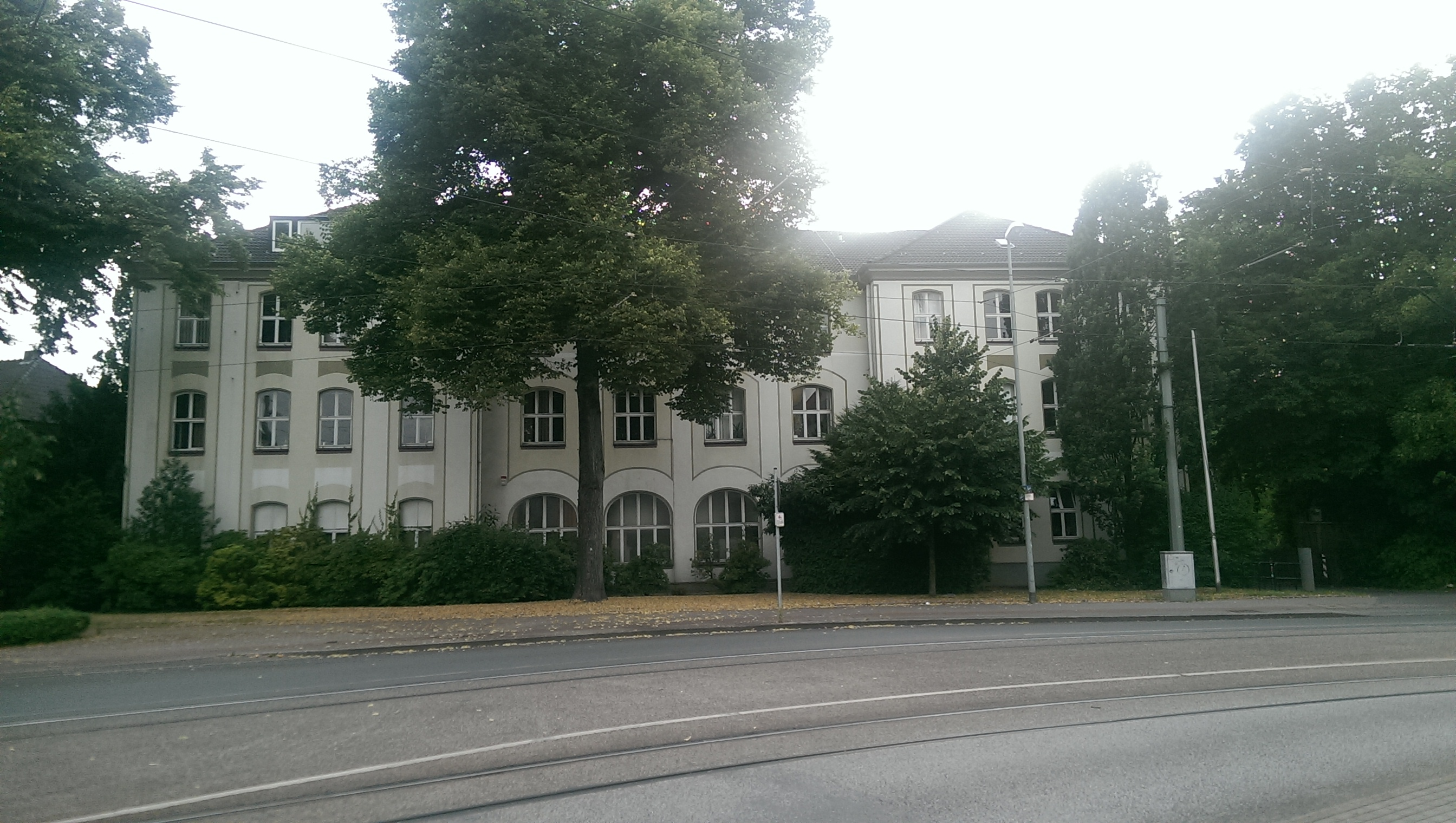
Ehemalige Eickeler Gemeindevertretung und Amtshaus 2

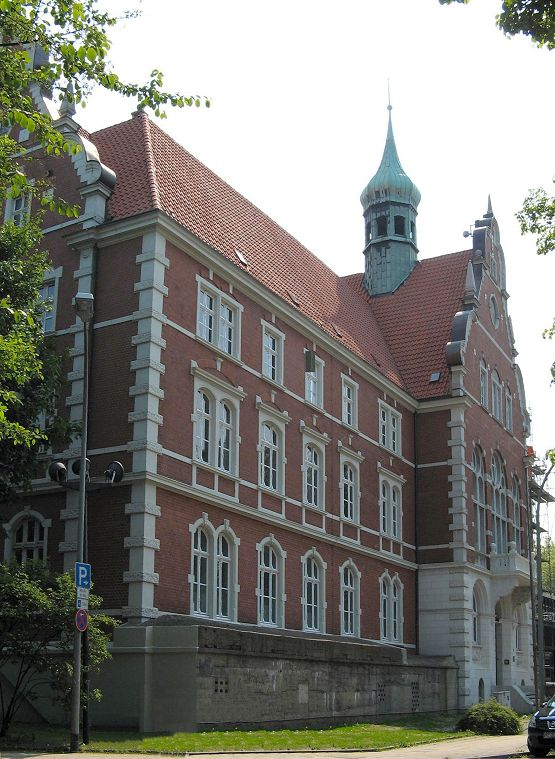
Ansicht von Norden (2009)

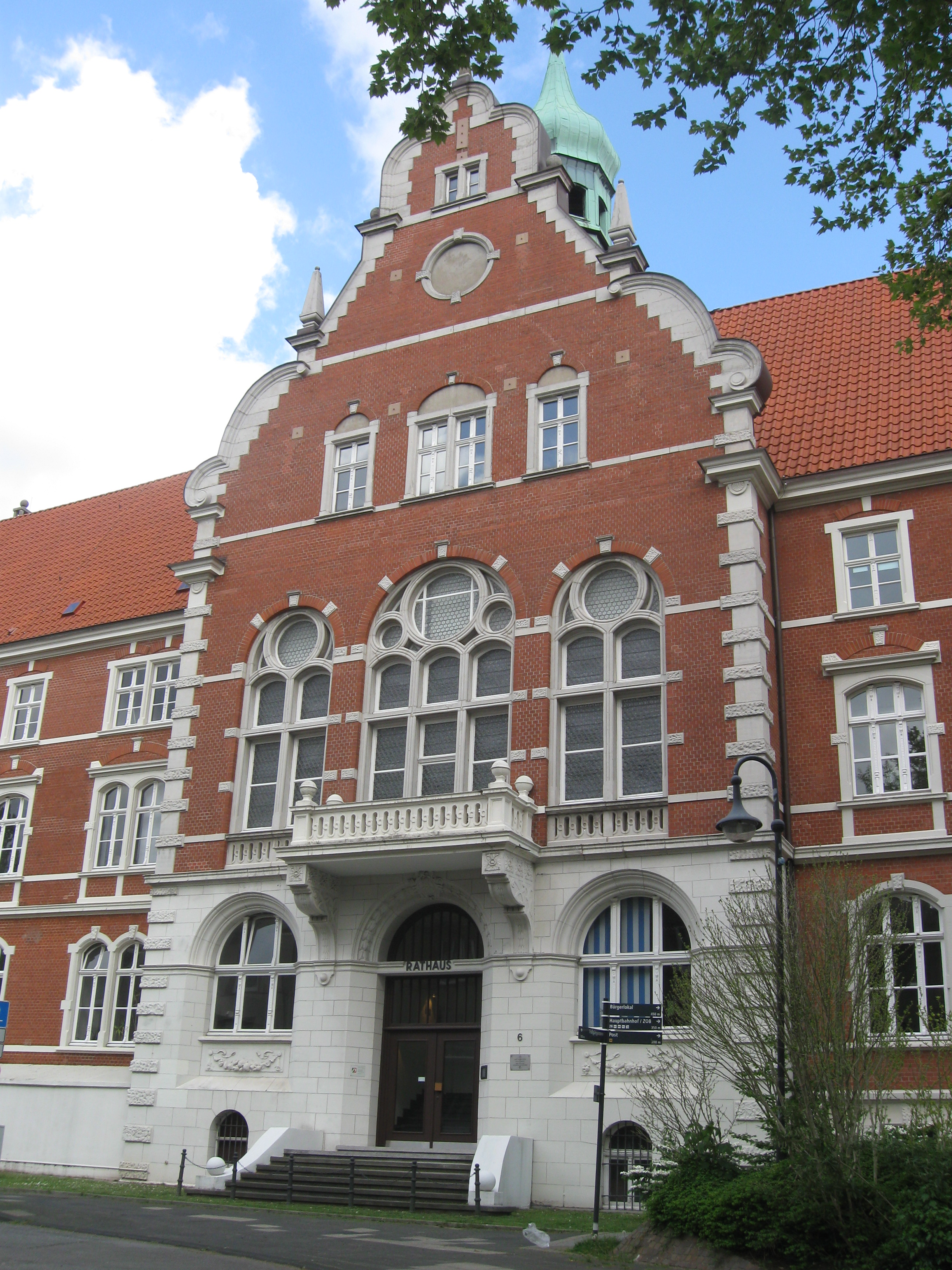
Hauptportal (2015)

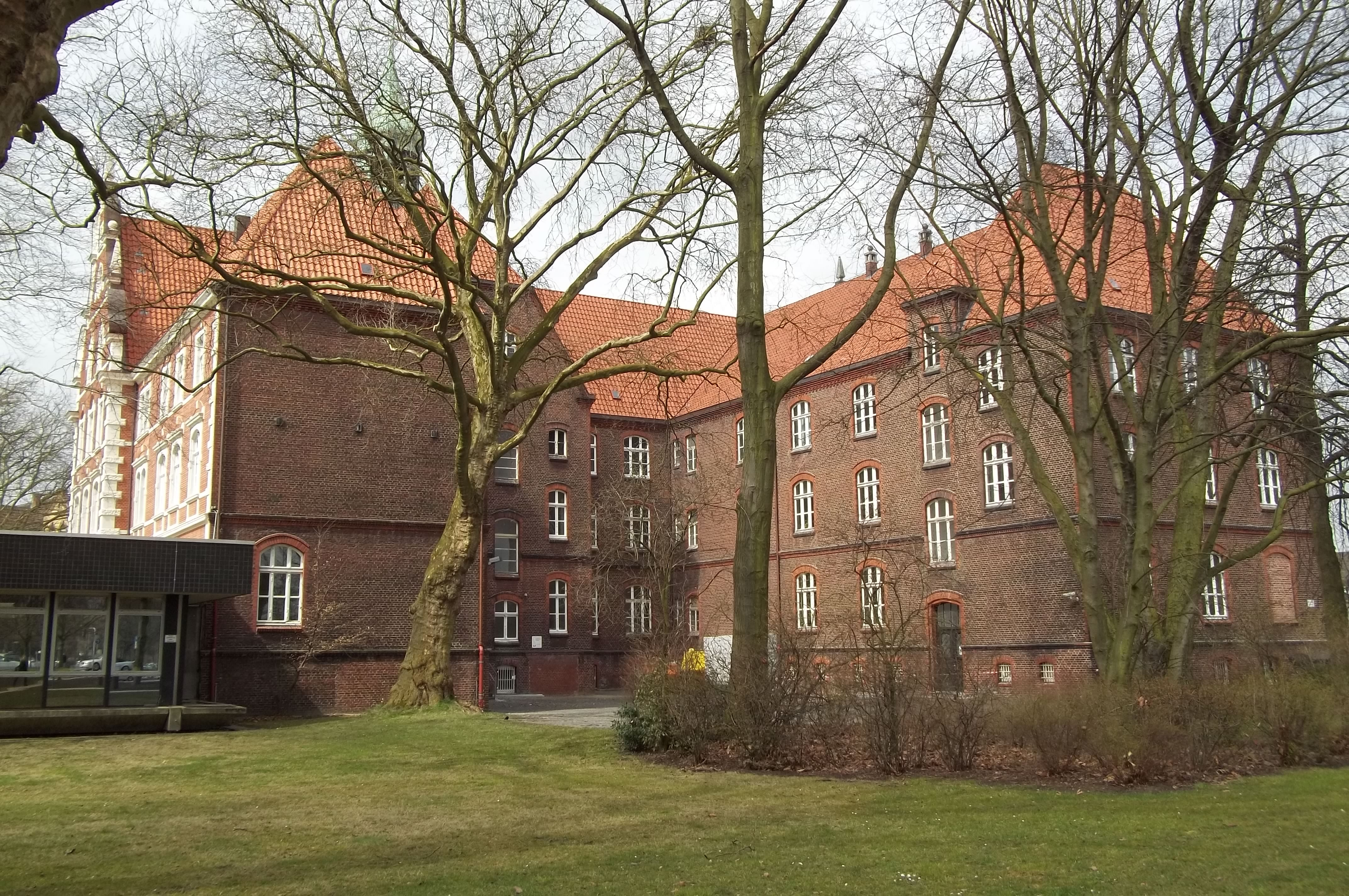
Rückfront (2013)

Das Rathaus Wanne-Eickel in Wanne ist ein unter Denkmalschutz stehendes Baudenkmal. Das Büro- und Verwaltungsgebäude an der „Rathausstraße 6“ entstand in den Jahren 1903 und 1904 als Amtsgebäude des Amtes Wanne und wurde am 19. Januar 1905 eingeweiht. Für den Entwurf zeichnete der Wanner Amtsbaumeister Otto Zahn verantwortlich, die Bauausführung lag in Händen von August Franke. Die Eintragung des Rathauses Wanne-Eickel in die Denkmalliste der Stadt Herne erfolgte am 12. Dezember 1985 (Denkmal Nr. A 18).

## Geschichte
Das Gebiet des Amtes Wanne gehörte zunächst von 1817, infolge der Kreiseinteilung innerhalb des Regierungsbezirkes Arnsberg:40 und als Teil des damaligen Amtes Herne, bis zum 1. August 1885 zum Landkreis Bochum.:43 1868 wurde innerhalb des Landkreises das Amt Gelsenkirchen errichtet:42 und zum 1. Oktober 1876 schied Bochum als Stadtkreis aus dem nunmehrigen Landkreis Bochum aus. Schließlich wurde bei gleichzeitiger Einrichtung des Landkreises Gelsenkirchen zum 1. Juli 1885 das Amt Wanne gebildet und diesem zugewiesen.:43 1891 schied Eickel aus dem Amt Wanne aus, so dass dieses nur noch aus den Gemeinden Bickern, Crange und Röhlinghausen bestand. 1897 wurde die Gemeinde Bickern in Wanne umbenannt und 1906 Crange nach dort eingemeindet. In dieser Zeit, in der eine starke Industrialisierung mit einem ebensolchen Bevölkerungswachstum einherging, ließ das Amt Wanne unter der Führung von Amtmann Friedrich Winter (1853–1913) für ihre Verwaltung den dreigeschossigen Amtshausneubau errichten. Nach der Zusammenlegung mit Eickel zur dann kreisunabhängigen Stadt Wanne-Eickel (1. April 1926) blieb der Bau Amts- und Verwaltungssitz.
Am 5. Dezember 1923 ereignete sich vor dem Rathaus der Schwarze Mittwoch von Wanne.
Nach der Zusammenlegung der ehemaligen Gemeinden Eickel und Wanne zeigte sich bereits nach der ersten Sitzung am 1. Juni 1926 das der Sitzungssaal zu klein war. Bereits die zweite Sitzung am 11. Juni 1926 fand im Verwaltungsgebäude der Eickeler Gemeindevertretung an der Richard-Wagner-Straße 10 statt. In der öffentlichen Einladung dazu wurde in den „Sitzungssaal des Rathauses 2“ eingeladen. 1928 wurde das Amtshaus 2 zur Verwaltungsnebenstelle. Die Ratssitzungen von Wanne-Eickel fanden bis zum Zusammenschluss mit Herne weiterhin dort statt. Das Gebäude wurde Anfang 2021 abgerissen für eine künftige Wohnbebauung. Zuletzt befand sich dort das Vermessungs- und Katasteramt.
Es entstand eine zunehmende Raumnot, so dass an einen Neubau gedacht wurde, der als Folge der Wirtschaftskrise zu Ende der 1920er- bzw. Beginn der 1930er-Jahre aber nicht realisiert wurde. Während des Zweiten Weltkriegs erlitt das Amtsgebäude starke Beschädigungen, die jedoch nach Kriegsende beseitigt werden konnten. Im Jahr 1950 legte Stadtbaurat Karl Neuhaus einen Erweiterungsentwurf vor, der aber ebenso wenig umgesetzt wurde wie die Planungsgedanken von Stadtbaurat Heinrich Koch, die dieser 1954 in der „Denkschrift zur Frage Rathaus-Erweiterung oder -Neubau“ zusammenfasste. Das nunmehrige Rathaus Wanne-Eickel blieb auch nach der zum 1. Januar 1975 in Kraft getretenen Kommunalreform und der Aufhebung der Städte Wanne-Eickel und Herne durch Bildung der neuen Stadt Herne weiterhin Sitz städtischer Dienststellen.
Von 2005 bis 2013 wurde Das Rathaus Wanne-Eickel als Verwaltungssitz saniert. Dabei wurde unter anderem den geänderten Brandschutzbestimmungen Rechnung getragen, aber auch Hausschwammschäden beseitigt. Die Kosten der Maßnahme beliefen sich auf annähernd drei Millionen Euro.

## Architektur
Das massiv in Ziegelmauerwerk ausgeführte Rathaus im Stil der Neurenaissance, verfügt an seiner zehnachsigen Hauptfront über eine Breite von ca. 44 m, seine Tiefe an der Nordseite 39 m sowie an der Hauptfront 11 m bzw. 17 m im Bereich des 12 m breiten Mittelrisalits. Über dem hoch herausragenden Sockel befinden sich drei aufgehende Geschosse und ein hohes Satteldach. Die früher auf diesem befindlichen kleinen übergiebelten Gauben bestehen nicht mehr. Der unsymmetrisch angebrachte dreiachsige Mittelrisalit ist auf die Achse der Heinestraße ausgerichtet, die als Verbindung zur Hauptstraße dient. Über dem, im Mittelrisalit angesiedelten Eingangsportal, befindet sich im ersten Obergeschoss der über zwei Geschosse geführte Ratssaal, was durch die drei Rundbogenfenster besonders hervorgehoben wird. Auf dem First des Mittelrisalits wurde ein als Dachreiter ausgestalteter oktogonaler Rathausturm aufgesetzt.
Ursprünglich stand südlich des Amtshauses auch die im gleichen Stil ausgeführte Villa des Amtsbürgermeisters. Statt ihrer befindet sich der ein- bis zweigeschossige Trakt des Gesundheitsamtes, der im Oktober 1980 in Benutzung genommen wurde.